# Joaquín Llambías
Joaquín Llambías (Buenos Aires, 14 de juliol de 1868 - 27 de novembre de 1931) fou un metge argentí que, entre altres coses, va treballar com a intendent de la Ciutat de Buenos Aires.

## Carrera

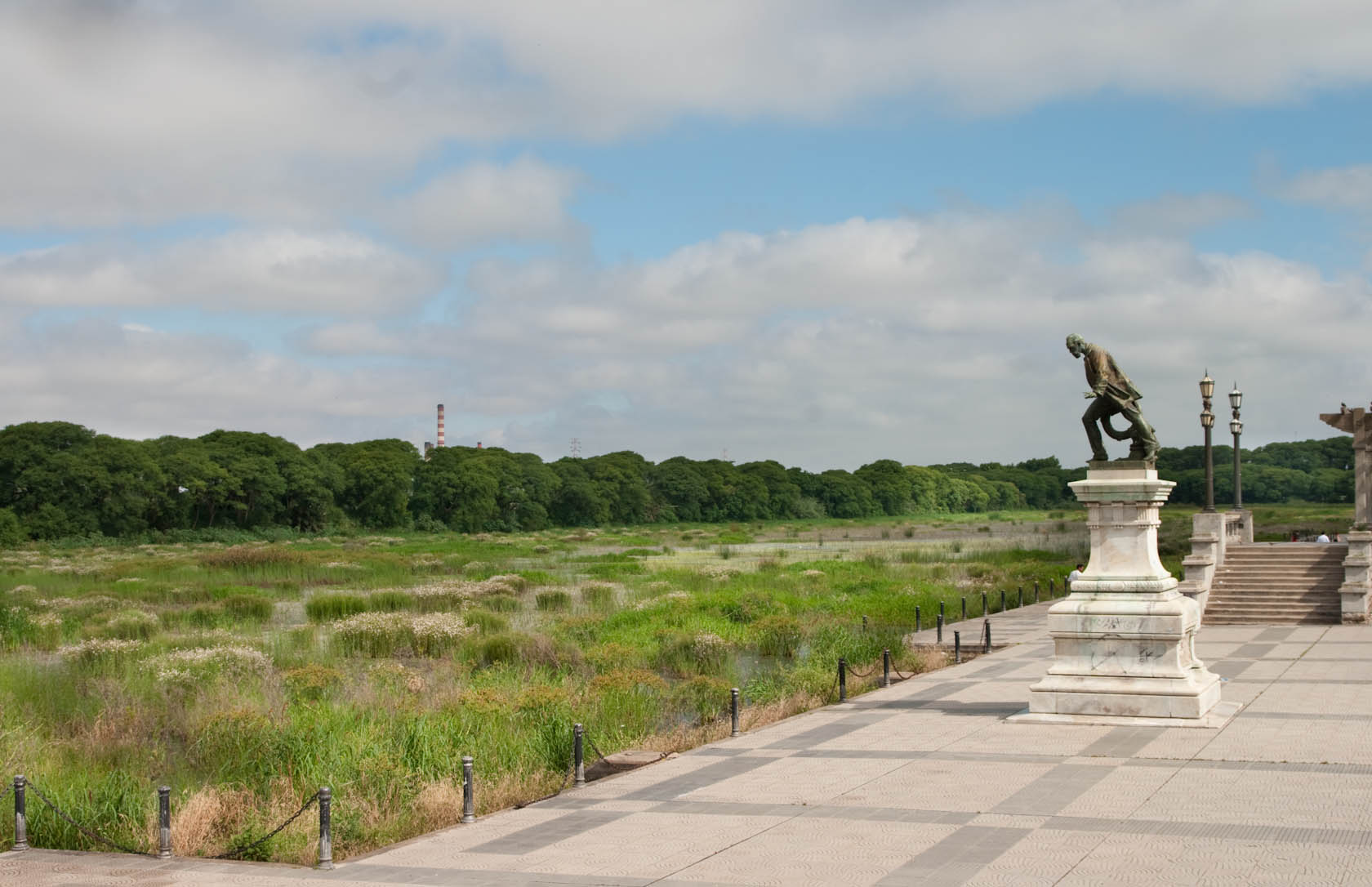
L'ex Balneari "Costanera Sur", actualment queda davant de la Reserva Ecològica, lluny del Riu de la Plata.

Llambías va fer la seva educació secundària en el Colegio del Salvador. En 1893 passa el seu examen donant una tesi sobre "Sutura de la bufeta en les operacions sobre aquest òrgan" i es doctora en medicina. En els anys següents, va estudiar a l'Institut de Patologia de Berlín, al costat de figures com Israel i Langherans.
En 1905 torna definitivament a Buenos Aires, i és nomenat per concurs prosector de l' Hospital San Roque. Va dictar, entre els anys 1905 i 1908 diversos cursos sobre patologia. En 1909 va ser nomenat prosector de l'Instituto de Anatomía Patológica. Gràcies als seus estudis sobre patologies hepàtiques va ser nomenat President de l'Asociación Médica Argentina, i exercí entre 1915 i 1916.
Va ser designat intendent de Buenos Aires el 14 de novembre de 1916 pel president Hipólito Yrigoyen, i va exercir el càrrec fins al 14 de novembre de 1919.
Durant la seva gestió s'inicien les obres del projecte denominat "Costanera Sur" al triangle adjacent a Puerto Madero. S'establí que la nova zona seria destinada a "espai públic i balneari", i posà límits a l'especulació immobiliària. La idea de construir places i parcs "esquitxats" al llarg de la ciutat començaria a estructurar una incipient xarxa d'espais públics que es consolidaria anys després.
En 1918 Llambías va ser nomenat interinament director de l'Instituto de Anatomía Patológica, alhora que exercia les seves tasques polítiques, i a més va ser designat professor titular d'anatomia patològica a la Universitat de Buenos Aires, on exerciria fins a la seva mort.
A la Conferència Sanitària Nacional de 1923 va presentar un projecte de llei que imposava el compromís als estudiants de medicina de les universitats nacionals de prestar serveis mèdics a les localitats que no en tenen.
Entre 1927 i 1929 va publicar diversos assajos sobre càncers respiratoris.

## Assaigs escrits
Molts d'aquests treballs van ser fets en col·laboració amb altres professionals:
- Examen de la sangre en un caso de pénfigo (1889)
- Formas anormales de fiebre tifoidea (1903)
- Modalidad especial de una forma de influenza (1903)
- Algunas observaciones sobre una epidemia de escarlatina (1903)
- Linitis plástica (1907)
- Seudoleucemia (1911)
- Mieloma múltiple (1913)
- Leucemia aguda a microlinfoidocitos (1915)
- Tumor de estómago de tipo análogo al corioepitelioma (1915)
- Conferencia científica sobre la gripe (1918)
- Leucanemia con predominio de células de Rieder (1920)
- Anatomía patológia de la gripe (1921)
- Cáncer de la lengua (1925)
- Sarcomatosis difusa primitiva de la leptomeninge (1927)
- Swchwannoma del nervio auditivo (1927)
- Swchwannoma del nervio auditivo (1927)
- Neuromas múltiples de mama (1928)
- Neuroblastomas (1928)
- Meningoblastomas (1928)
- Histogenia y clasificación de los tumores del tejido nervioso (1928)
- Esplenomegalia con hemocito-eritroblastemia y megacariocitosis tisural (1929)
- Tumores de la cauda equina (1931)